# Список групп армий Германии во Второй мировой войне
В статье представлен список немецких групп армий, участвовавших во Второй мировой войне.
- Группа армий «A»
- Группа армий «B»
- Группа армий «C»
- Группа армий «D»
- Группа армий «E»
- Группа армий «F»
- Группа армий «G»
- Группа армий «H»
- Группа армий «Африка»
- Группа армий «Висла»
- Группа армий «Дон»
- Группа армий «Курляндия»
- Группа армий «Север»
- Группа армий «Северная Украина»
- Группа армий «Центр»
- Группа армий «Юг»
- Группа армий «Южная Украина»